# Le Secret de d'Artagnan
Pour plus de détails, voir Fiche technique et Distribution.
Le Secret de d'Artagnan (Il colpo segreto di d'Artagnan) est un film de cape et d'épée franco-italien réalisé par Siro Marcellini et sorti en 1962.
Le film raconte les aventures de D'Artagnan en 1632, entre Les Trois Mousquetaires et Vingt Ans après d'Alexandre Dumas père.

## Synopsis
1632 : Le cardinal Richelieu charge d'Artagnan et Porthos de découvrir les artisans d'un complot contre le roi de France. D'Artagnan et Porthos découvrent la cachette des conspirateurs et les deux mousquetaires les battent en duel.

## Fiche technique
- Titre français : Le Secret de d'Artagnan[1]
- Titre original italien : Il colpo segreto di d'Artagnan[2],[3],[4]
- Réalisation : Siro Marcellini
- Scénario : Siro Marcellini, Milton Krims, Ottavio Poggi
- Photographie : Alvaro Mancori
- Montage : Renato Cinquini (it)
- Musique : Carlo Rustichelli
- Décors : Amedeo Mellone, Ernest Kromberg
- Costumes : Giancarlo Bartolini Salimbeni (it)
- Production : Ottavio Poggi, Nino Battiferri, Georges Agiman
- Société de production : Liber Film, Les Films Agiman
- Pays de production :  Italie -  France
- Langue originale : italien
- Format : couleurs par Eastmancolor - 1,37:1 - Son mono - 35 mm
- Genre : film de cape et d'épée
- Durée : 90 minutes
- Dates de sortie : 
  - Italie : 24 août 1962
  - France : 21 décembre 1962

## Distribution
- George Nader : d'Artagnan
- Magali Noël : Carlotta
- Georges Marchal : Duc de Montserrat
- Massimo Serato : Cardinal Richelieu
- Alessandra Panaro : Diana
- Mario Petri : Porthos
- Franco Fantasia : Duc de Savignac
- Raf Baldassarre : Montfort
- Giulio Marchetti : Roi Louis
- Andrea Fantasia :
- Romano Giomini :
- Piero Pastore :